# Výrava (Medzilaborce)
Výrava es un municipio del distrito de Medzilaborce en la región de Prešov, Eslovaquia, con una población estimada a final del año 2024 de 186 habitantes.
Se encuentra ubicado al noreste de la región, cerca del río Laborec (cuenca hidrográfica del río Tisza) y de la frontera con Polonia.

## Demografía
| Año        | 1994 | 2004    | 2014     | 2024    |
| ---------- | ---- | ------- | -------- | ------- |
| Población  | 157  | 156     | 188      | 186     |
| Diferencia |      | −0,63 % | +20,51 % | −1,06 % |

| Año        | 2023 | 2024    |
| ---------- | ---- | ------- |
| Población  | 185  | 186     |
| Diferencia |      | +0,54 % |